# Glaucopsyche
Glaucopsyche  (лат.) — род дневных бабочек из семейства Голубянки (Lycaenidae). 
Это очень маленькие бабочки с размахом крыльев до 20 мм.
Два вида имеют постоянные популяции в Северной Америке (лат. Glaucopsyche piasus, голубянка серебристая), один — в Северной Африке (лат. Glaucopsyche melanops). Остальные обитают на территории Евразии, в том числе в Байкальском регионе России. лат. Glaucopsyche argali является эндемиком Алтая и занесена в Красную книгу России.

## Список видов
Род состоит из 11 видов:
- Glaucopsyche alexis — Голубянка алексис
- Glaucopsyche argali
- Glaucopsyche astraea
- Glaucopsyche charybdis
- Glaucopsyche kurnakovi
- Glaucopsyche laetifica
- Glaucopsyche lycormas
- Glaucopsyche lygdamus
- Glaucopsyche melanops
- Glaucopsyche piasus
- Glaucopsyche seminigra
- Glaucopsyche xerces